# Golf de Seltjarnarnes
Le golf de Seltjarnarnes, en islandais golfklúbbur Seltjarnarnes, est un club de golf islandais situé à Seltjarnarnes, à l'extrémité de la péninsule du même nom, dans l'agglomération de Reykjavik.